# Великий Холм (В'язниківський район)
Великий Холм (рос. Большой Холм) — присілок у В'язниківському районі Владимирської області Російської Федерації.
Входить до складу муніципального утворення Октябрська сільрада. Населення становить 64 особи (2010).

## Історія
Присілок розташований на землях фіно-угорського народу мещери.
Від 10 квітня 1929 року належить до В'язниковського району. Спочатку у складі Івановської промислової області, а від 1944 року — Владимирської області.
Згідно із законом від 16 травня 2005 року входить до складу муніципального утворення Октябрська сільрада.

## Населення
| 1859 | 1905 | 1926 | 2002 | 2010 |
| ---- | ---- | ---- | ---- | ---- |
| 85   | ↗129 | ↗214 | ↘59  | ↗64  |